# Lex Manilia
Die Lex Manilia war ein Gesetz, das auf den Antrag des Volkstribunen Gaius Manilius hin im Jahre 66 v. Chr. von der Volksversammlung beschlossen wurde. Es betraute Gnaeus Pompeius Magnus mit einem imperium extraordinarium (außerordentlichen Oberbefehl) im Krieg gegen Mithridates VI. von Pontos und Tigranes II. von Armenien. Für den Antrag des Manilius sprach u. a. Marcus Tullius Cicero mit seiner Rede Pro lege Manilia (auch: De imperio Cn. Pompei).
Der 3. Mithridatische Krieg, um den es dabei ging, hatte schon 74 v. Chr. begonnen und war bislang von Lucius Licinius Lucullus sehr erfolgreich geführt worden. Lucullus war jedoch im Vorjahr (67 v. Chr.) nach einer Meuterei seiner Soldaten vom Senat abberufen worden, worauf schwere militärische Rückschläge folgten. Manilius beantragte daher die Übertragung des Oberbefehls an Pompeius, der soeben den Krieg gegen die Seeräuber in weniger als drei Monaten erfolgreich beendet hatte. Dieser Erfolg sicherte ihm die Vormachtstellung in Rom und machte ihn zur ersten Wahl als Feldherr. Außerdem weilte er nach dem Abschluss des Piratenkrieges gerade in Kilikien und konnte somit schnell in den Krieg in Asien eingreifen.
Die Lex Manilia stieß im Senat nicht auf ungeteilte Zustimmung. Gegen den Antrag sprach u. a. der große Redner Quintus Hortensius Hortalus mit dem Argument: „Wenn man einem einzigen alles übertragen müsse, sei Pompeius am würdigsten, aber einem dürfe man eben nicht alles übertragen“. Der Senat lehnte Gesetze wie diese ab, da die Verleihung außerordentlicher Imperien an „große Einzelne“ eine Machtkonzentration bei den Feldherren mit sich brachte und die traditionellen Verfahrensweisen aushebelte. Denn normalerweise wurde ein Mann für ein Amt gewählt und erhielt dann das damit verbundene Imperium für die Dauer seiner Amtszeit; Pompeius hingegen schien die Lücken zwischen seinen Konsulaten mit einer ununterbrochenen Kette außerordentlicher Imperien füllen zu wollen – der Auftrag gegen die Seeräuber war ebenfalls ein solches gewesen (Lex Gabinia).
Die Zustimmung zu diesem Gesetz kann daher als ein Symptom der Krise der römischen Republik angesehen werden. Der Senat fürchtete eine Machtergreifung durch Pompeius, wie sie später durch Caesar erfolgte. Plutarch etwa beschreibt die ständige Angst der Senatoren, dass Pompeius mit seinem Heer Rom einnehmen und so wie Sulla eine Diktatur errichten werde.